# Drosophila nitidapex
Drosophila nitidapex este o specie de muște din genul Drosophila, familia Drosophilidae, descrisă de Jacques-Marie-Frangile Bigot în anul 1892.
Este endemică în Insulele Canare. Conform Catalogue of Life specia Drosophila nitidapex nu are subspecii cunoscute.